# The Blue Note (Chicago)
The Blue Note war ein Jazzclub in Chicago, der von 1947 bis 1960 bestand.

## Geschichte

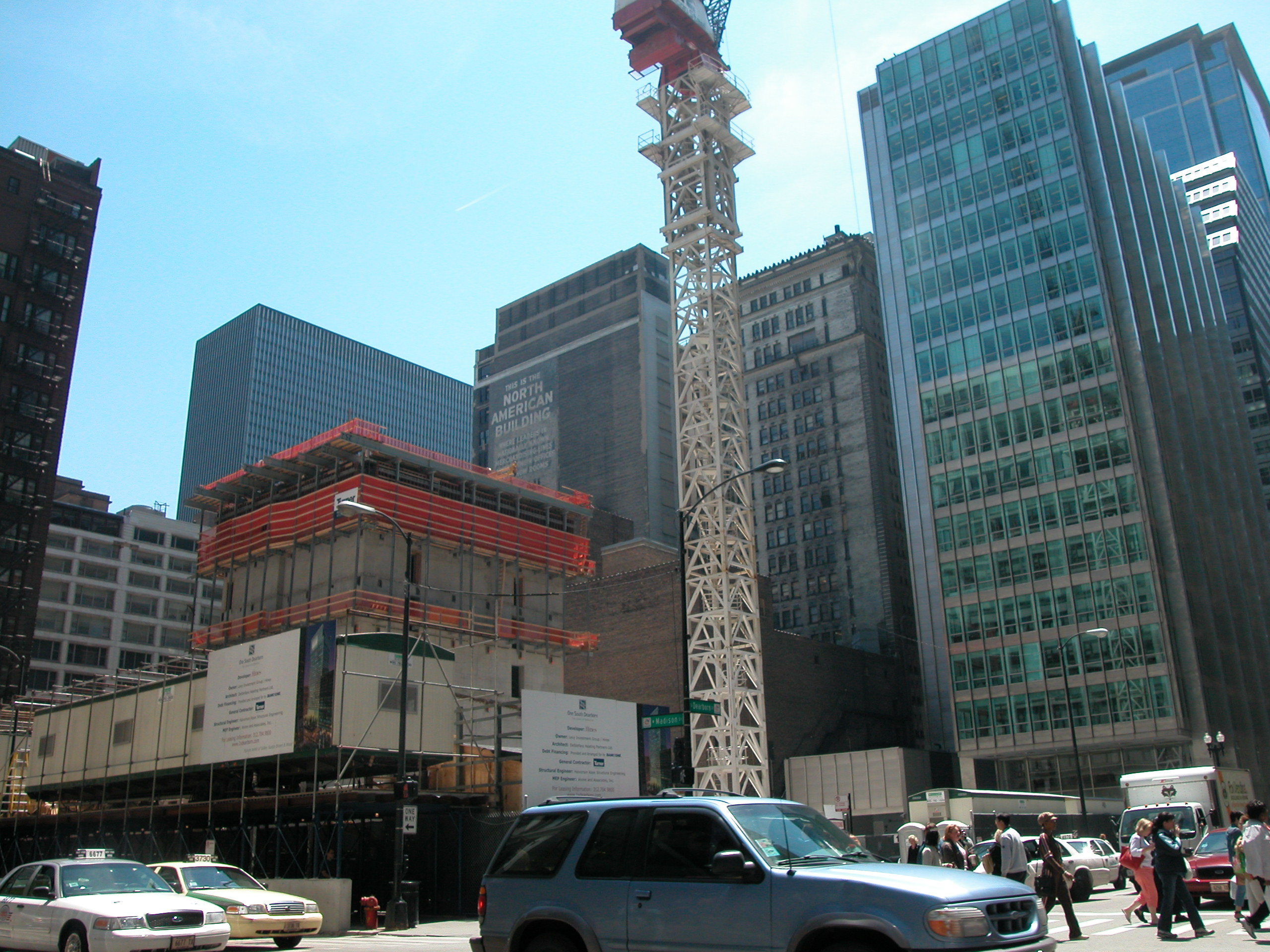
Die Kreuzung Dearborn Street und Madison Street in Chicago, nahe dem früheren Standort des Jazzclubs Blue Note (Ansicht von 2004)

Der Jazzclub The Blue Note befand sich 56 West Madison Street, nahe der Dearborn Street in Chicago; Clubbesitzer war Frank Holzfeind, der den Club am 25. November 1947 eröffnete. The Blue Note hatte im Gegensatz zu dem ebenfalls 1947 eröffneten Club Jazz Ltd. ein eher eklektisches Programm und bot viele Jazzstile an, von Dixieland, Big-Band-Swing bis hin zu Modern Jazz. 1953 zog er in die North Clark Street um. 1960 schloss das Blue Note, vor allem, weil inzwischen die Gagen für Bigbands zu teuer geworden waren.
Programmgestalter Jackie Fields hatte das Blue Note Ende der 1950er-Jahre zu einem der bekanntesten und progressivsten Veranstaltungsort für Jazzmusik gemacht.
Dort traten u. a. Jazzgrößen wie Louis Armstrong, Maxine Sullivan, Dizzy Gillespie, Charlie Ventura, Slim Gaillard, George Shearing, Duke Ellington, Lionel Hampton, Erroll Garner, Bob Scobey und Jack Teagarden auf. In dem Club entstanden außerdem Mitschnitte der Auftritte von Woody Herman, Lennie Tristano, Stan Kenton, Benny Goodman, Dave Brubeck, Chubby Jackson, des Oscar Peterson Trio & Buddy DeFranco, Muggsy Spanier, Johnny Pate, Chet Baker, Roy Eldridge, Count Basie und Harry James. Ende Dezember 1957 wurde im Blue Note die Timex All Star Jazz Show mit dem Duke Ellington Orchestra und Carmen McRae präsentiert und auf NBC-TV ausgestrahlt.